# Tijdschrift van het Koninklijk Instituut van Ingenieurs - Afdeeling Nederlandsch-Indië
Het Tijdschrift van het Koninklijk Instituut van Ingenieurs - Afdeeling Nederlandsch-Indië  was een maandelijks verschijnend tijdschrift over technologische ontwikkelingen en het beleid daaromheen. In 1875 heeft de afdeling Nederlandsch-Indië van het Koninklijk Instituut van Ingenieurs (KIvI) besloten in Batavia een eigen tijdschrift te gaan uitgeven. Dit tijdschrift bevatte vooral notulen van vergaderingen, aankondigen en personalia, maar er zijn ook zeer frequent excursieverslagen en inhoudelijke artikelen  gepubliceerd.  

## Geschiedenis
In 1914 besloot de Vereniging van Waterstaat-Ingenieurs in Nederland een eigen tijdschrift uit te geven, evenals de vereniging van mijnbouw ingenieurs. Dat blad kreeg de naam De Waterstaats-Ingenieur en dat blad is blijven bestaan tot 1934, toen het samen met De Mijningenieur werd opgenomen in een nieuw tijdschrift, De Ingenieur in Nederlandsch-Indië. Er is toen gestopt met de uitgave van een apart blad voor de leden van het KIvI in Nederlands-Indië. 

## Inhoud
De eerste jaren is het blad uitgegeven als tweemaandelijkse uitgave. Opgenomen zijn redactionele artikelen (artikelen geschreven door leden van de vereniging over projecten en onderzoek in Nederlands-Indië). In het begin lag de nadruk sterk op de activiteiten van de militaire ingenieurs, zoals de aanleg van kampementen. Daarnaast was er een officieel gedeelte met mededelingen van de vereniging, boekbesprekingen, de inhoudsopgaves van andere vaktijdschriften en "corpsaangelegenheden". Dit laatste ging over ambtelijke regelingen (zoals verlof en pensioen) en een lijst van geautoriseerde nieuwe waterbouwkundige werken.  
De oude nummers zijn inmiddels gedigitaliseerd door het project Colonial Architecture. Helaas is de website van dit project niet meer toegankelijk, maar opgenomen in de digitale collectie van de bibliotheek van de universiteit van Leiden.  Een lijst van de redactionele artikelen is beschikbaar via het Trésor der Hollandsche Waterbouw.